# Lotto Soudal/2019
Deze pagina geeft een overzicht van de Lotto Soudal-wielerploeg in 2019.

## Algemeen
Algemeen manager: John Lelangue
Teammanager: Marc Sergeant
Ploegleiders: Mario Aerts, Herman Frison, Bart Leysen, Kurt Van De Wouwer, Marc Wauters, Frederik Willems
Fietsmerk: Ridley

## Renners
| Naam                             | Geboortedatum | Nationaliteit       | Ploeg 2018                        |
| -------------------------------- | ------------- | ------------------- | --------------------------------- |
| Sander Armée                     | 10-12-1985    | België              |                                   |
| Tiesj Benoot                     | 11-03-1994    | België              |                                   |
| Adam Blythe                      | 01-10-1989    | Verenigd Koninkrijk | Aqua Blue Sport                   |
| Victor Campenaerts               | 28-10-1991    | België              |                                   |
| Jasper De Buyst                  | 24-11-1993    | België              |                                   |
| Thomas De Gendt                  | 06-11-1986    | België              |                                   |
| Stan Dewulf                      | 20-12-1997    | België              |                                   |
| Caleb Ewan                       | 11-07-1994    | Australië           | Mitchelton-Scott                  |
| Frederik Frison                  | 28-07-1992    | België              |                                   |
| Carl Fredrik Hagen               | 29-09-1991    | Noorwegen           | Team Joker Icopal                 |
| Adam Hansen                      | 11-05-1981    | Australië           |                                   |
| Rasmus Iversen                   | 16-09-1997    | Denemarken          | Team Giant - Castelli             |
| Jens Keukeleire                  | 23-11-1988    | België              |                                   |
| Roger Kluge                      | 05-02-1986    | Duitsland           | Mitchelton-Scott                  |
| Bjorg Lambrecht (tot 5 augustus) | 02-04-1997    | België              |                                   |
| Nikolas Maes                     | 09-04-1986    | België              |                                   |
| Tomasz Marczyński                | 06-03-1984    | Polen               |                                   |
| Rémy Mertz                       | 17-07-1995    | België              |                                   |
| Maxime Monfort                   | 14-01-1983    | België              |                                   |
| Lawrence Naesen                  | 28-08-1992    | België              |                                   |
| Gerben Thijssen                  | 21-06-1998    | België              | per 1 juli (was stagiair in 2018) |
| Tosh Van der Sande               | 28-11-1990    | België              |                                   |
| Brian van Goethem                | 16-04-1991    | Nederland           | Roompot - Nederlandse Loterij     |
| Brent Van Moer                   | 12-01-1998    | België              | per 3 juni (was stagiair in 2018) |
| Jelle Vanendert                  | 19-02-1985    | België              |                                   |
| Harm Vanhoucke                   | 17-06-1997    | België              |                                   |
| Jelle Wallays                    | 11-05-1989    | België              |                                   |
| Tim Wellens                      | 10-05-1991    | België              |                                   |
| Enzo Wouters                     | 21-03-1996    | België              |                                   |

### Vertrokken
| Naam             | Geboortedatum | Nationaliteit       | Ploeg 2019                          |
| ---------------- | ------------- | ------------------- | ----------------------------------- |
| Lars Ytting Bak  | 16-01-1980    | Denemarken          | Team Dimension Data                 |
| Jens Debusschere | 28-08-1989    | België              | Team Katjoesja Alpecin              |
| André Greipel    | 16-07-1982    | Duitsland           | Arkéa Samsic                        |
| Moreno Hofland   | 31-08-1991    | Nederland           | EF Education First Pro Cycling Team |
| James Shaw       | 06-06-1996    | Verenigd Koninkrijk | Riwal-Readynez Cycling Team         |
| Marcel Sieberg   | 30-04-1982    | Duitsland           | Bahrain Merida Pro Cycling Team     |

## Overwinningen
| Nationale kampioenschappen wielrennen België - tijdrit (beloften): Brent Van Moer Trofeo de Tramuntana: Sóller-Deià Tim Wellens Ruta del Sol 1e etappe: Tim Wellens 3e etappe (ITT): Tim Wellens Puntenklassement: Tim Wellens UAE Tour 4e etappe: Caleb Ewan Parijs-Nice Bergklassement: Thomas De Gendt Tirreno-Adriatico 7e etappe (ITT): Victor Campenaerts Ronde van Catalonië 1e etappe: Thomas De Gendt Bergklassement: Thomas De Gendt Ronde van Turkije 4e etappe: Caleb Ewan 6e etappe: Caleb Ewan | Ronde van Italië 8e etappe: Caleb Ewan 11e etappe: Caleb Ewan Ronde van Noorwegen Ploegenklassement: *1) Memorial Philippe Van Coningsloo Gerben Thijssen Ronde van België 3e etappe (ITT): Tim Wellens 4e etappe: Victor Campenaerts Critérium du Dauphiné Jongerenklassement: Bjorg Lambrecht Ster ZLM Tour 4e etappe: Caleb Ewan Jongerenklassement: Rasmus Iversen Ronde van Frankrijk 8e etappe: Thomas De Gendt 11e etappe: Caleb Ewan 16e etappe: Caleb Ewan 21e etappe: Caleb Ewan | BinkcBank Tour 4e etappe: Tim Wellens Ronde van Denemarken 1e etappe: Tiesj Benoot 4e etappe: Jasper De Buyst Puntenklassement: Jasper De Buyst Ploegenklassement: *2) Brussels Cycling Classic Caleb Ewan Ronde van Wallonië 5e etappe: Tosh Van der Sande Parijs-Tours Jelle Wallays Ronde van Guangxi Bergklassement: Tomasz Marczyński Ploegenklassement: *3) |

*1) Ploeg Ronde van Noorwegen: Armée, Hagen, Lambrecht, Maes, Naesen, Wellens
*2) Ploeg Ronde van Denemarken: Benoot, De Buyst, Iversen, Thijssen, Vanendert, Van Moer
*3) Ploeg Ronde van Guangxi: Campenaerts, Frison, Hagen, Hansen, Iversen, Marczyński, Van Goethem
1985 · 1986 · 1987 · 1988 · 1989 · 1990 · 1991 · 1992 · 1993 · 1994 · 1995 · 1996 · 1997 · 1998 · 1999 · 2000 · 2001 · 2002 · 2003 · 2004 · 2005 · 2006 · 2007 · 2008 · 2009 · 2010 · 2011 · 2012 · 2013 · 2014 · 2015 · 2016 · 2017 · 2018 · 2019 · 2020 · 2021 · 2022 · 2023 · 2024 · 2025
AG2R-La Mondiale · Astana Pro Team · Bahrain-Merida · BORA-hansgrohe · CCC Team · Deceuninck–Quick-Step · EF Education First · Groupama-FDJ · Lotto Soudal · Mitchelton-Scott · Movistar Team · Team Dimension Data · Team Jumbo-Visma · Team Katjoesja Alpecin · Team INEOS (Team Sky) · Team Sunweb · Trek-Segafredo · UAE Team Emirates